# Václav Havel
Václav Havel (pronunciación en checo: /ˈva:tslaf ˈɦavɛl/ (escucharⓘ); Praga, 5 de octubre de 1936-Vlčice, 18 de diciembre de 2011) fue un dramaturgo, escritor y político checo. Fue el último presidente de Checoslovaquia y el primer presidente de la República Checa.

## Biografía
Nacido en el seno de una familia de clase alta (su padre fue empresario cinematográfico y poseía un estudio cinematográfico y otras empresas, y su abuelo materno había sido un famoso diplomático y periodista) el joven Václav tuvo problemas para continuar sus estudios en la etapa comunista tras terminar su educación escolar en 1951, por su origen burgués. Pudo matricularse en la Facultad de Ciencias Económicas de Praga y en 1964 contrajo matrimonio con Olga Šplíchalová, de origen obrero, a quien dedicaría sus Cartas a Olga, escritas durante sus frecuentes visitas a la cárcel.
Havel trabajó como asistente en un laboratorio de química hasta que logró establecerse como dramaturgo a fines de la década de 1950, tras estudiar Arte Dramático por correspondencia. Alcanzó fama como autor poético con obras como Zahradni slavnost («La fiesta», 1963) y Vyrozumeni («El memorándum», 1965). Perteneció al grupo de escritores en el entorno de la revista Tvar.

### Humanista

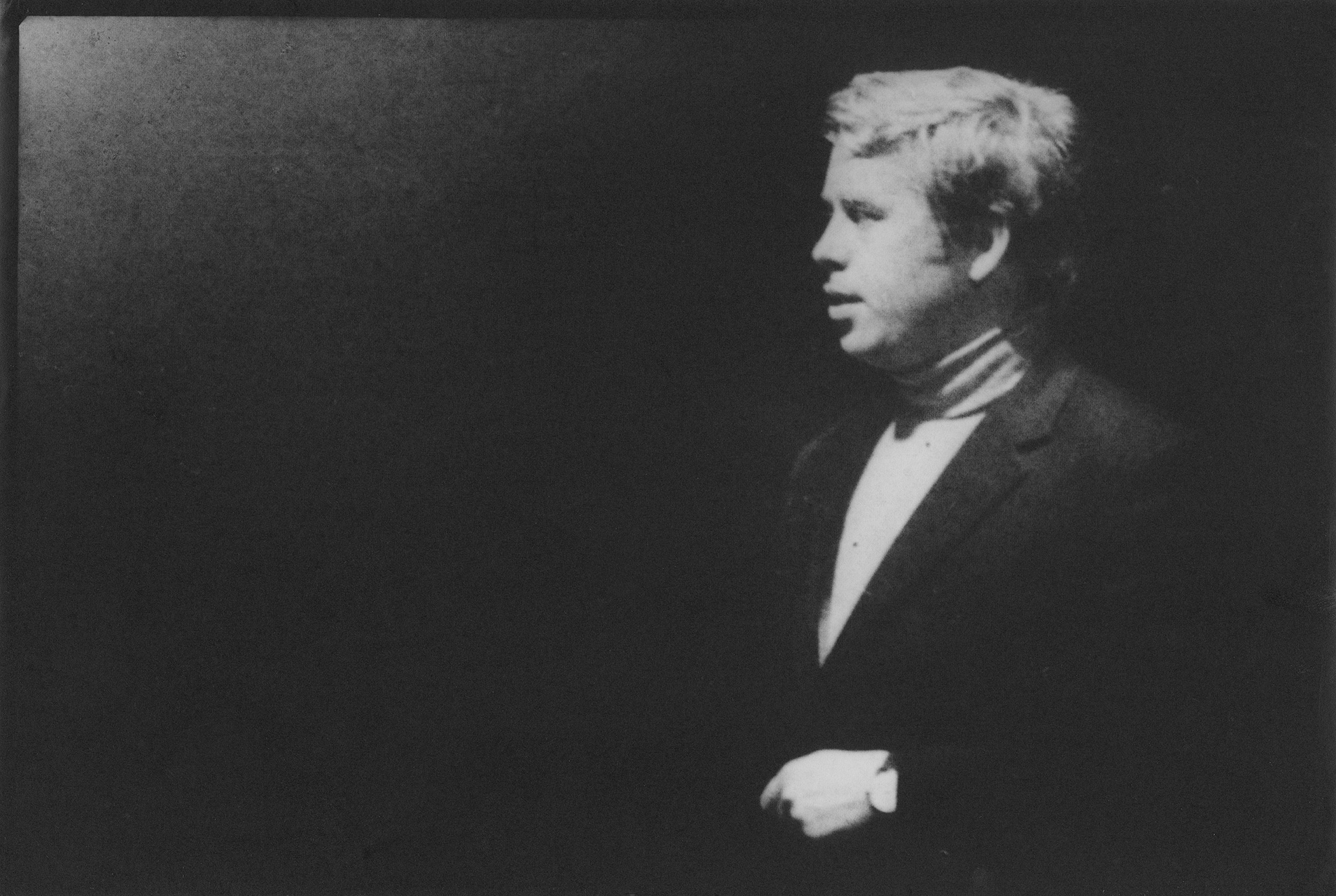
Václav Havel en 1965.

Durante la Primavera de Praga de 1968, Havel ya tenía fama como autor teatral y participó en mesas redondas y en programas de radiodifusión apoyando las reformas políticas postuladas por Alexander Dubček. Se opuso a la invasión de Checoslovaquia por el Pacto de Varsovia que siguió a estos sucesos, lo que le costó la prohibición de sus obras. En junio de 1968 había firmado el conocido como Manifiesto de las dos mil palabras, junto con personalidades como el ajedrecista Luděk Pachman, el escritor Ludvík Vaculík, el periodista Vladimir Nepras, el exdiputado Rudolf Battěk, el historiador Jan Tesar y el filósofo Lubos Kohout, por el que fue encarcelado.
Fue hostigado con dureza y encarcelado en numerosas ocasiones por su defensa de los derechos humanos a lo largo de la década de 1970, escribiendo manifiestos públicos en contra de la censura previa y reclamando la "discusión abierta" de los problemas económicos y políticas, que, según Hável, el régimen comunista negaba u ocultaba.
En 1975 el Pacto de Varsovia había firmado una serie de compromisos en materias relativas a derechos humanos a cambio de ciertas concesiones económicas de Occidente. Al producirse su sistemático incumplimiento, surgió el movimiento denominado Carta 77, del que Havel fue uno de sus fundadores y mayor exponente, y que componían también Jan Patocka, Zdenek Mlynar, Jiri Hayek o Pavel Kohout. Por sus actividades, Hável fue acusado de sedición y condenado a prisión en 1979; esta experiencia aumentó su fama de disidente dentro y fuera de Checoslovaquia. Tras su liberación en 1984 Hável continuó dedicado a las actividades políticas y su prestigio causó que en 1989 fuese elegido líder del grupo opositor Foro Cívico, alentado por la perestroika ya establecida en la Unión Soviética.

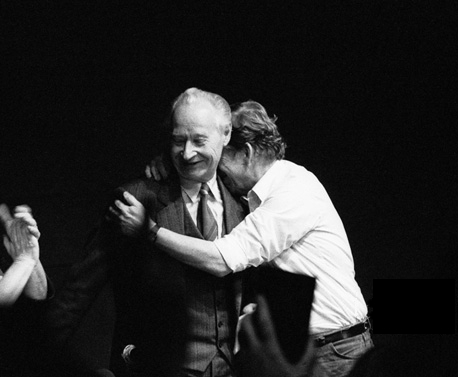
Václav Havel abraza a Alexander Dubček en un meeting en el teatro Laterna Magika de Praga el 24 de noviembre de 1989. Esa misma noche resignaron los líderes del Partido Comunista Checoslovaco.

## Presidente
Tras la caída del régimen comunista durante la Revolución de Terciopelo en noviembre de 1989, Hável fue elegido presidente de la República (29 de diciembre de 1989), cargo que le fue confirmado tras las elecciones parlamentarias de 1990. El primer ministro Marián Čalfa apoyó su candidatura para presidente.

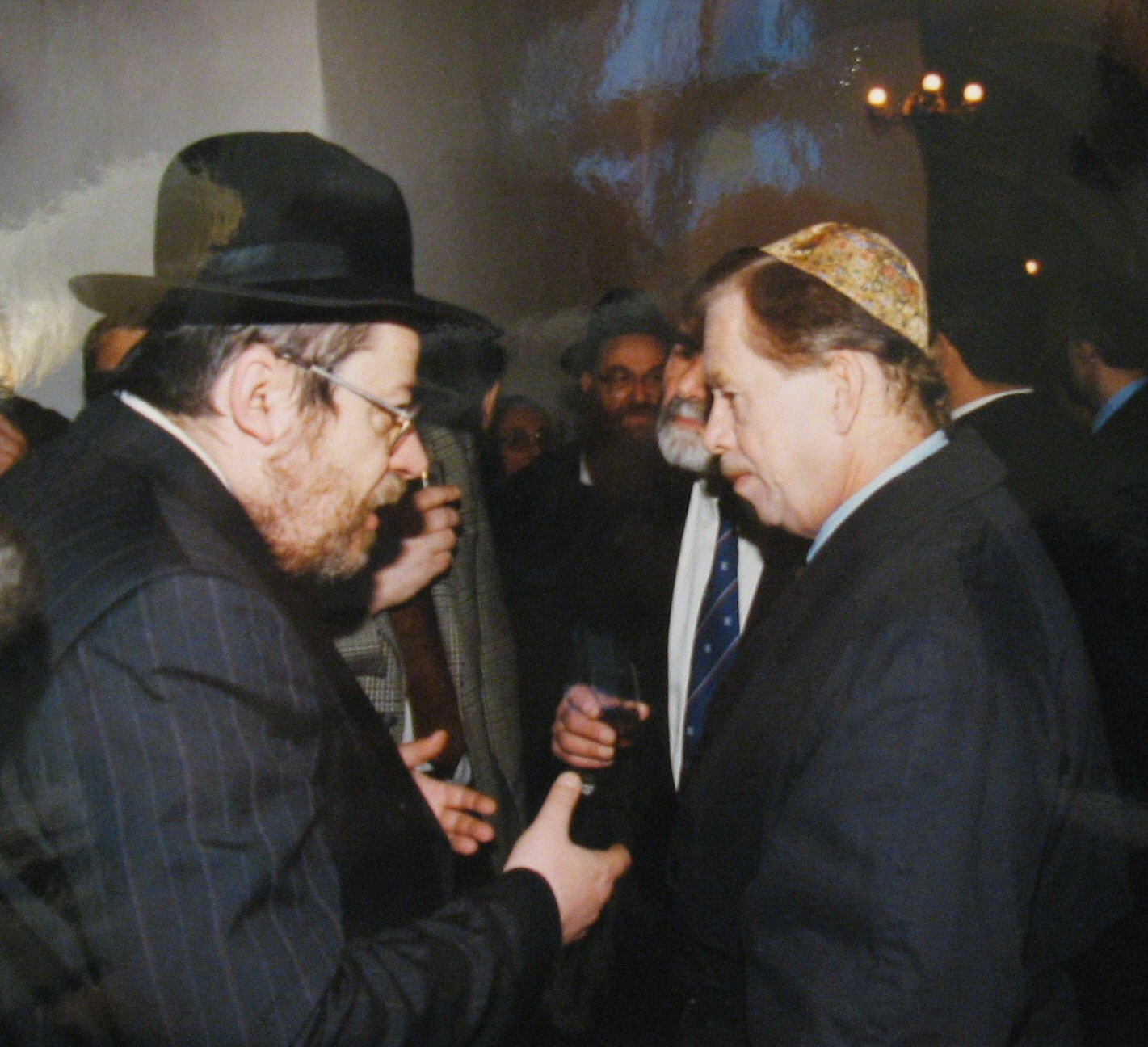
Václav Havel y Karol Sidon (izq.).

En 1992, se iniciaron negociaciones entre checos y eslovacos, con el objetivo de crear dos países: la República Checa y Eslovaquia. Havel dimitió como presidente el 20 de julio de 1992. El 1 de enero de 1993 se hizo efectiva la partición de la antigua Checoslovaquia en las nuevas repúblicas, aunque Hável trató de mantener algún grado de unión política entre checos y eslovacos sin que estos necesitasen proclamar su soberanía plena.
En enero de 1993, fue elegido presidente de la nueva República Checa y apoyó su inclusión en la Organización del Tratado del Atlántico Norte (OTAN), requiriendo que la República Checa se integrase en la Unión Europea.

## Retiro

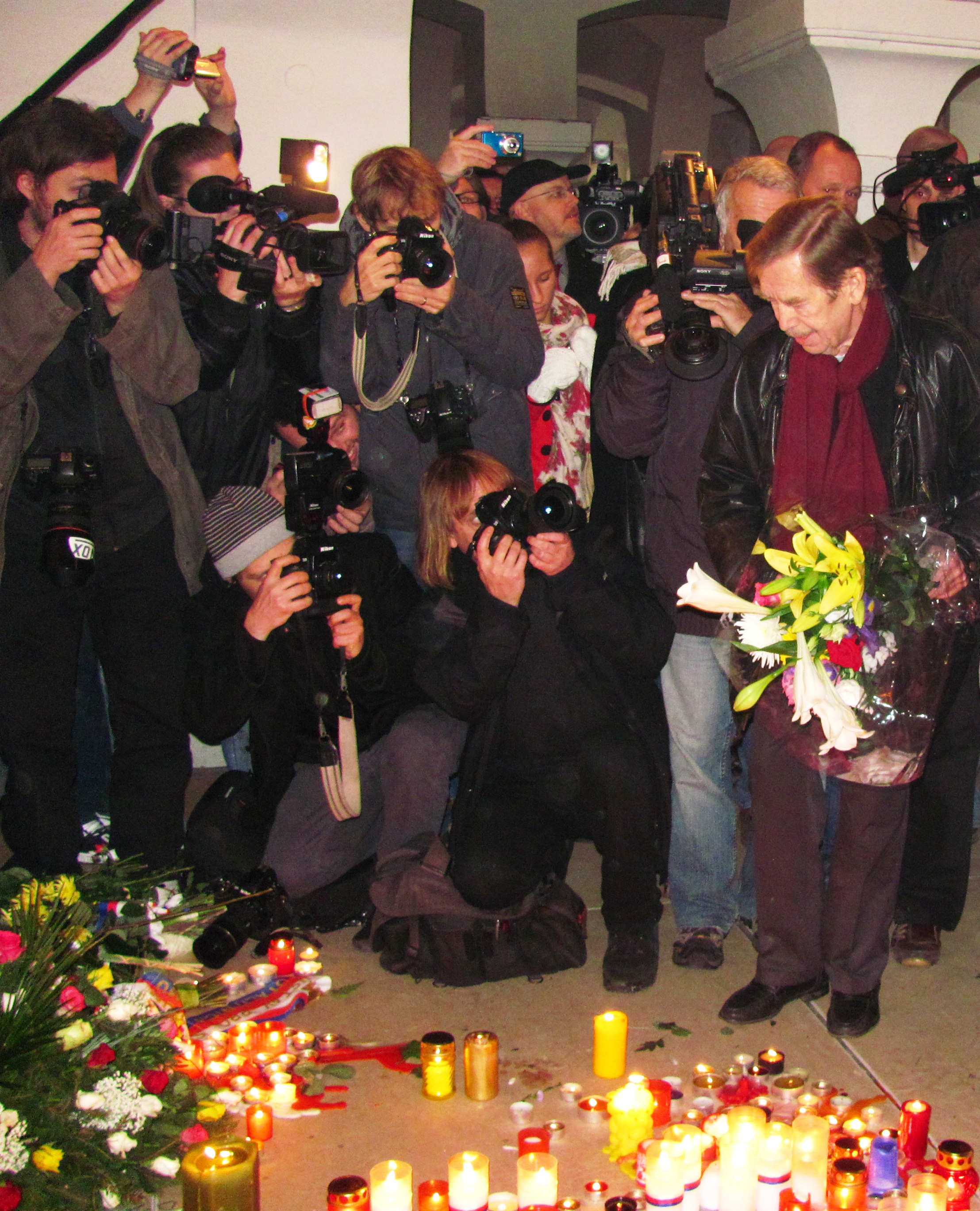
Václav Havel, ya expresidente de la República Checa, en el Memorial a la Revolución de Terciopelo en la calle Národní, Praga, en 2010.

Diagnosticado de cáncer de pulmón en 1996, relacionado con su hábito de fumar, en ese año enviudó; pese a ello, Hável postuló a la reelección en 1998 y venció en los comicios. Durante los años siguientes sufrió recaídas del cáncer, pasó varias veces por el quirófano. Un año después de enviudar contrajo segundas nupcias con la actriz Dagmar Veškrnová. Tras agravarse su salud por una ruptura de colon, abandonó el cargo presidencial en febrero del 2003, fue sucedido por su rival Václav Klaus. Tras el fin de su carrera política, volvió a su actividad de dramaturgo y conferenciante. En 2008, se publicaron sus memorias en español: Sea breve, por favor. Pensamientos y recuerdos.

## Homenajes
Su efigie aparece en el billete conmemorativo de 10 coronas, de 2021.

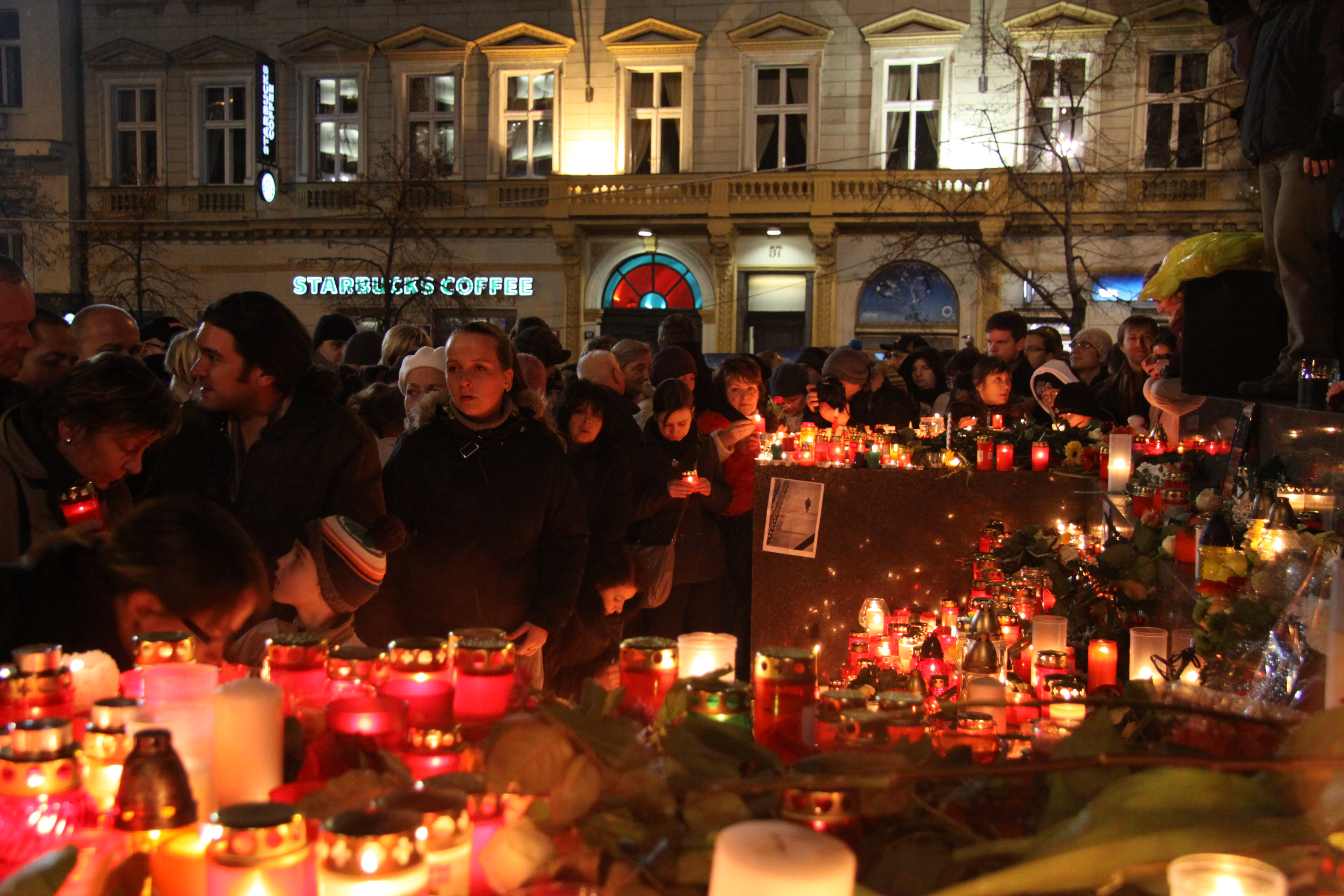
Reunión en memoria de Václav Havel en la Plaza Wenceslas de Praga en 2011.

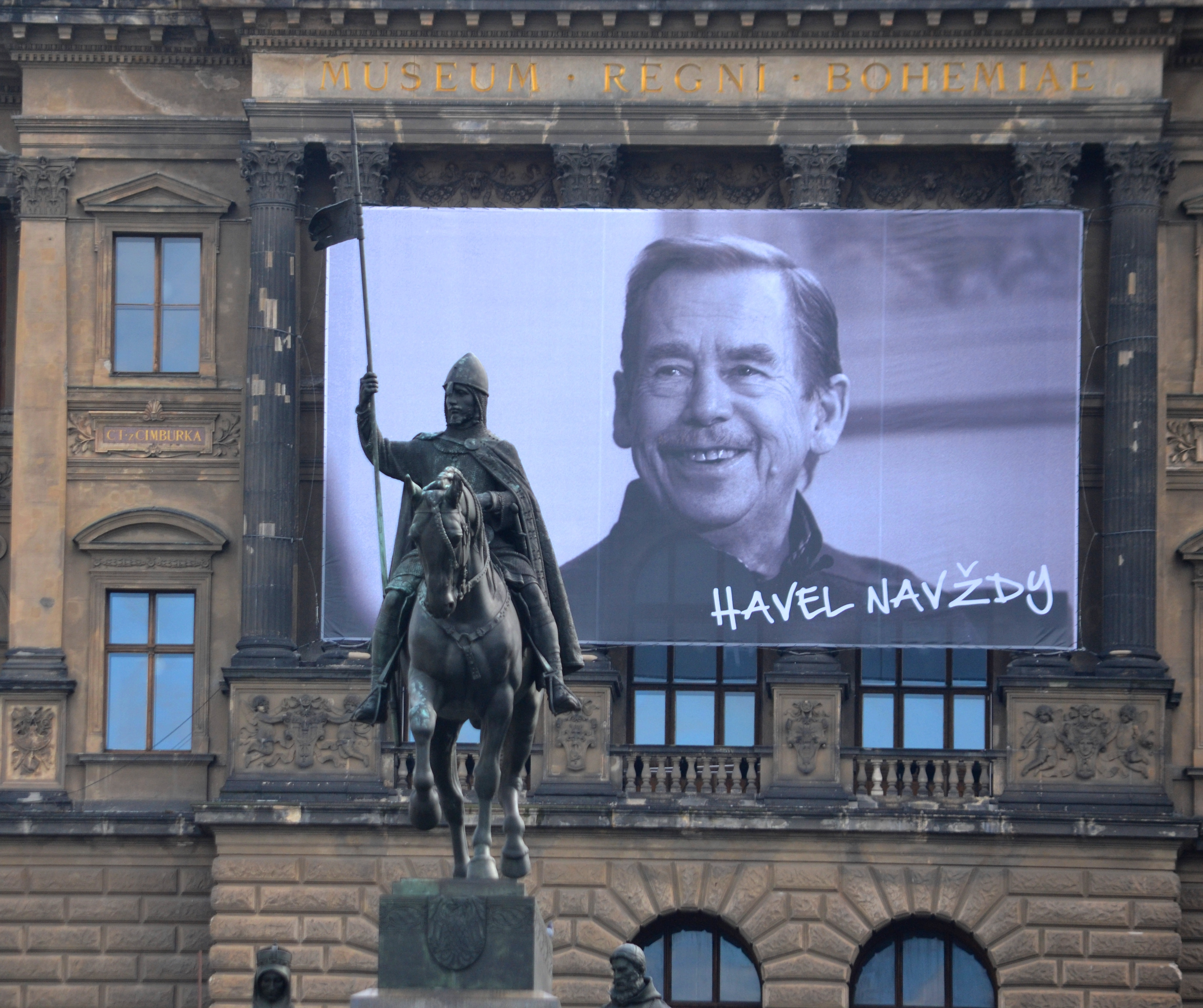
Imagen de Václav Havel con las palabras "Havel para siempre" en el edificio del Museo Nacional en Praga en 2014.

## Premios
- Collar Isabel la Católica, por SM el rey Juan Carlos.[16]
- Premio Carlomagno; 1991.
- Premio Erasmus; 1986.
- Premio Internacional Catalunya; 1995
- Premio Príncipe de Asturias de Comunicación y Humanidades; 11 de abril de 1997.
- Medalla de la Libertad; 2003.
- Orden de la Estrella Brillante; 2004.[17]

## Publicaciones
- (ISBN 84-933221-4-8) Anticodi Tabelaria, S.L., 2003.
- (ISBN 84-226-3374-4) Cartas a Olga Círculo de Lectores, S.A., 1997.
- (ISBN 84-8109-150-2) Cartas a Olga: consideraciones desde la prisión Galaxia Gutenberg, 1997.
- (ISBN 84-226-6634-0) Largo desolato y otras obras Círculo de Lectores, S.A., 1997.
- (ISBN 84-239-7361-1) Discursos políticos Espasa-Calpe, S.A., 1995.
- (ISBN 84-226-5140-8) Meditaciones estivales Círculo de Lectores, S.A., 1994.
- (ISBN 84-484-0040-2) La responsabilidad como destino Organización Nacional de Ciegos, 1993.
- (ISBN 84-7794-065-7) Audiencia; Vernissatge Diputación Provincial de Barcelona. Instituto de Ediciones = Diputaciò Provincial de Barcelona. Institut d'Edicions, 1990.
- (ISBN 84-7876-050-4) Cartas a Olga Ediciones Versal, S.A., 1990.
- (ISBN 84-297-3054-0) Largo desolato Edicions 62, S.A., 1990.
- (ISBN 84-87591-00-0) Memorándum y el error Asociación de Directores de Escena, 1990.
- (ISBN 84-7490-243-6) El poder de los sin poder Encuentro Ediciones, S.A., 1990.
- (ISBN 84-03-59101-2) La responsabilidad como destino Aguilar, S.A. de Ediciones-Grupo Santillana, 1990.
- (ISBN 84-7812-094-7) La tentación Ayuntamiento de Madrid, 1990.

## Referencias

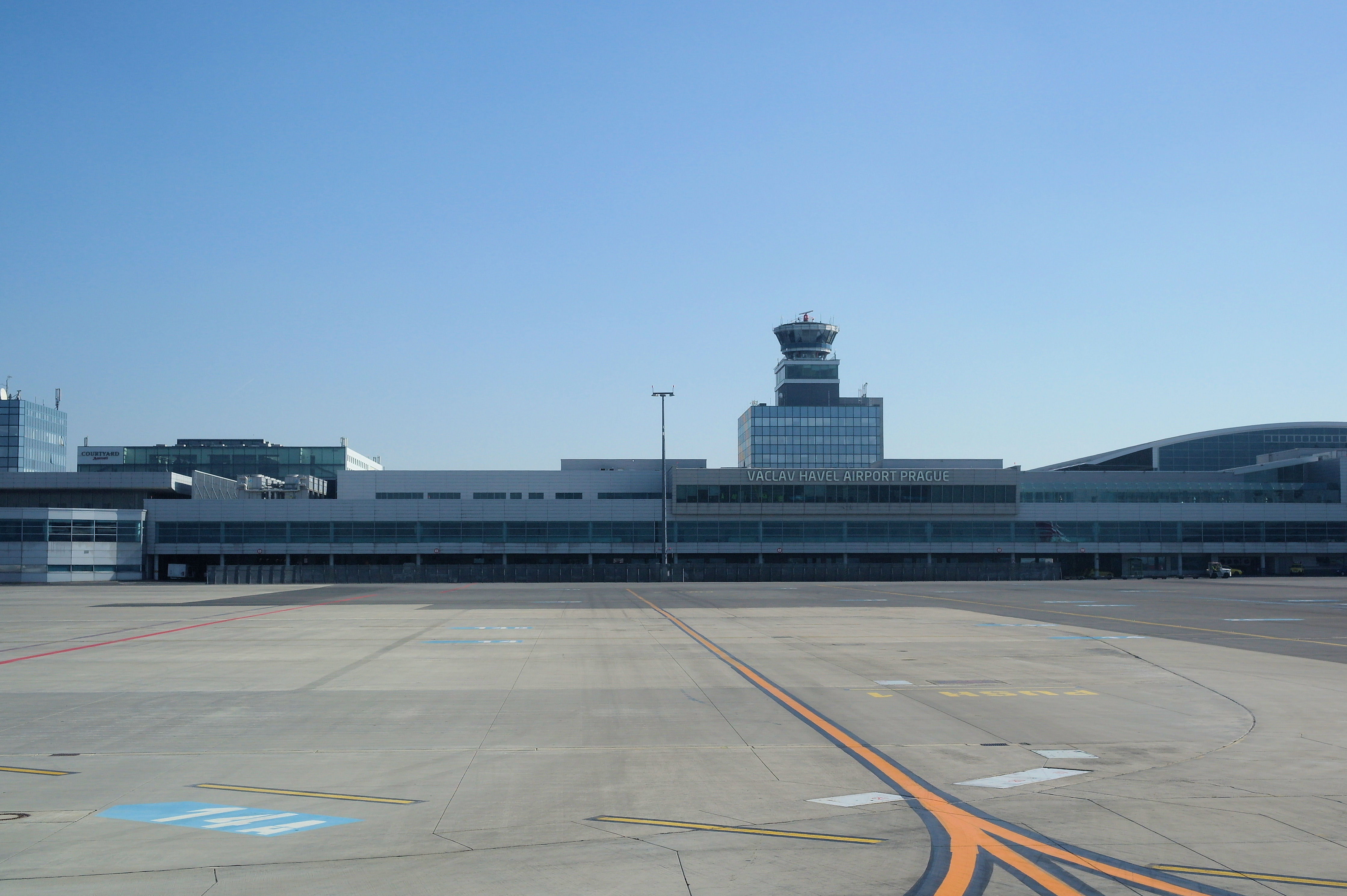
El aeropuerto internacional de Praga fue renombrado a Aeropuerto Václav Havel de Praga.

## Véase también

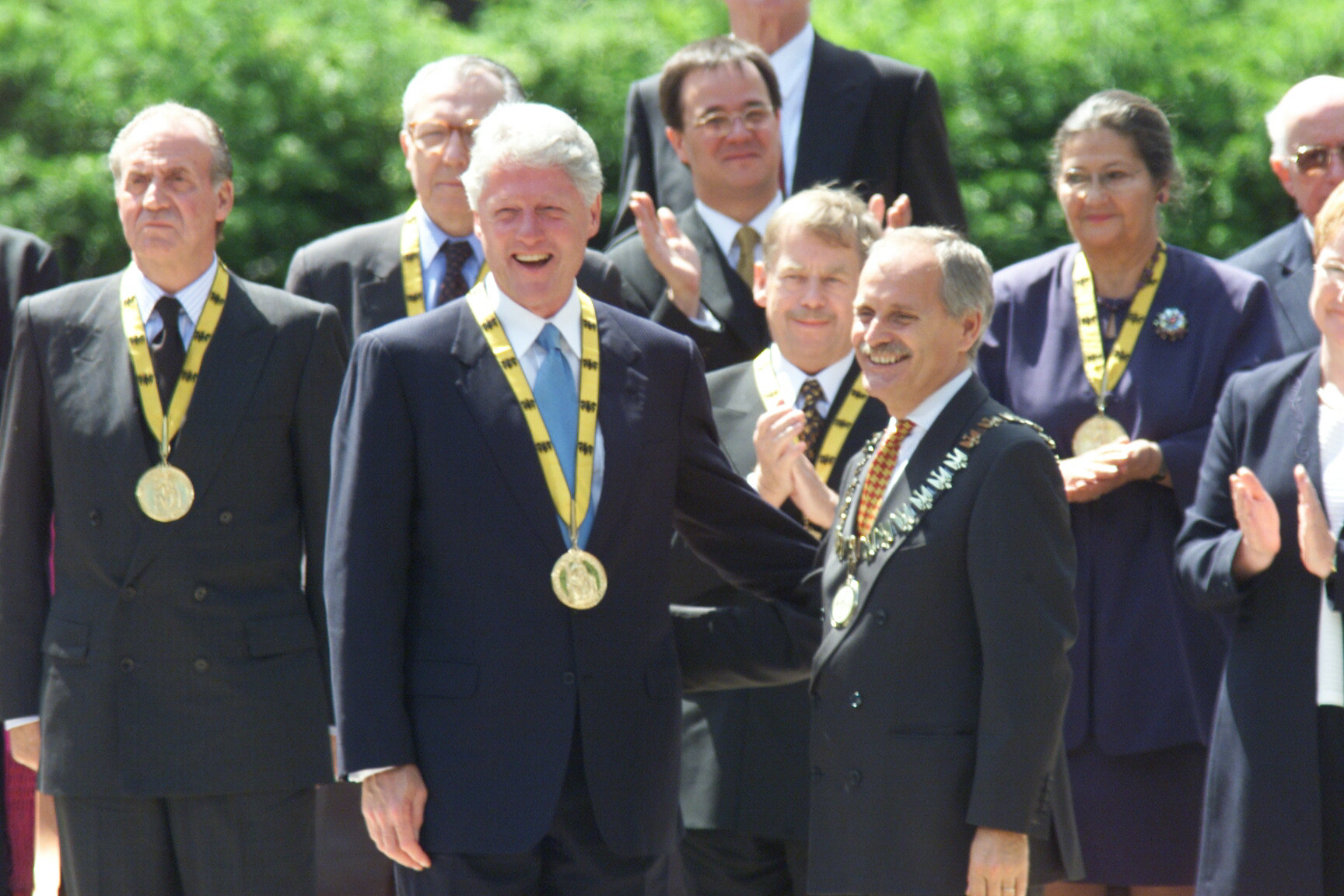
Havel en el año 2000 cuando le fue otorgado el premio Carlomagno a Bill Clinton, en una foto en la que aparecen también, entre otros, Simone Veil y el Rey Juan Carlos de España que también habían recibido anteriormente ese premio. Havel lo había recibido en 1991.

## Enlaces externos

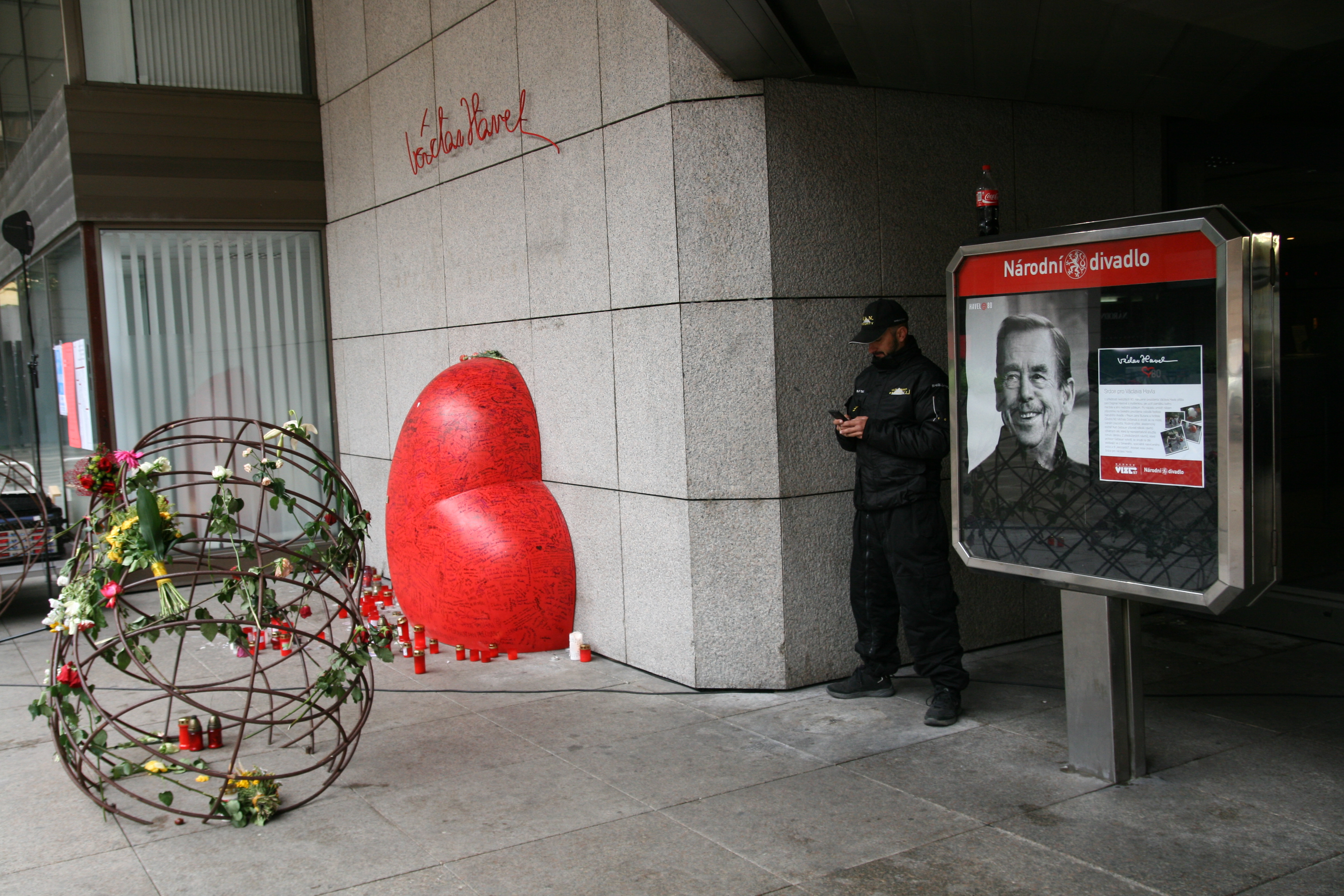
La Plaza Václav Havel de Praga, en 2016.